# Ourense (provincie)
Ourense is een provincie van Spanje en maakt deel uit van de regio Galicië. De provincie heeft een oppervlakte van 7273 km². De provincie telde 305.297 inwoners in 2021 verdeeld over 92 gemeenten.
Hoofdstad van Ourense is Ourense.
Thans wordt de Galicische naam Ourense gebruikt, ook als men Castiliaans spreekt. Vroeger gebruikte men de Castiliaanse naam Orense. De code van de provincie, die men onder andere op de kentekens van auto's aantrof, was OR, later OU.

## Bestuurlijke indeling
De provincie Ourense bestaat uit 12 comarca's die op hun beurt uit gemeenten bestaan. De comarca's van Ourense zijn:
- Allariz - Maceda
- A Baixa Limia
- O Carballiño
- A Limia
- Ourense
- O Ribeiro
- A Terra de Caldelas
- A Terra de Celanova
- A Terra de Trives
- Valdeorras
- Verín
- Viana

Zie voor de gemeenten in Ourense de lijst van gemeenten in provincie Ourense.

## Demografische ontwikkeling
Bron: INE
Opm: Bevolkingscijfers in duizendtallen